# 琼·科尔曼
琼·科尔曼（英語：Jean Coleman，1918年11月9日—2008年12月13日），澳大利亚女子田径运动员。她曾代表澳大利亚参加1938年大英帝国运动会田径比赛，获得二枚金牌和一枚银牌。